# Carlos Batista de Castro
Carlos Batista de Castro, primeiro e único barão de Itaípe (c. 1832 — Rio de Janeiro , 20 de maio de 1916) foi um nobre brasileiro.
Casado com Maria José Batista de Castro, era tio do Visconde de Lima Duarte. Formou-se em Direito.
Agraciado barão em 3 de agosto de 1889.